# Roturas
Roturas – gmina w Hiszpanii, w prowincji Valladolid, w Kastylii i León, o powierzchni 11,49 km². W 2011 roku gmina liczyła 32 mieszkańców.